# Ralf Scheepers

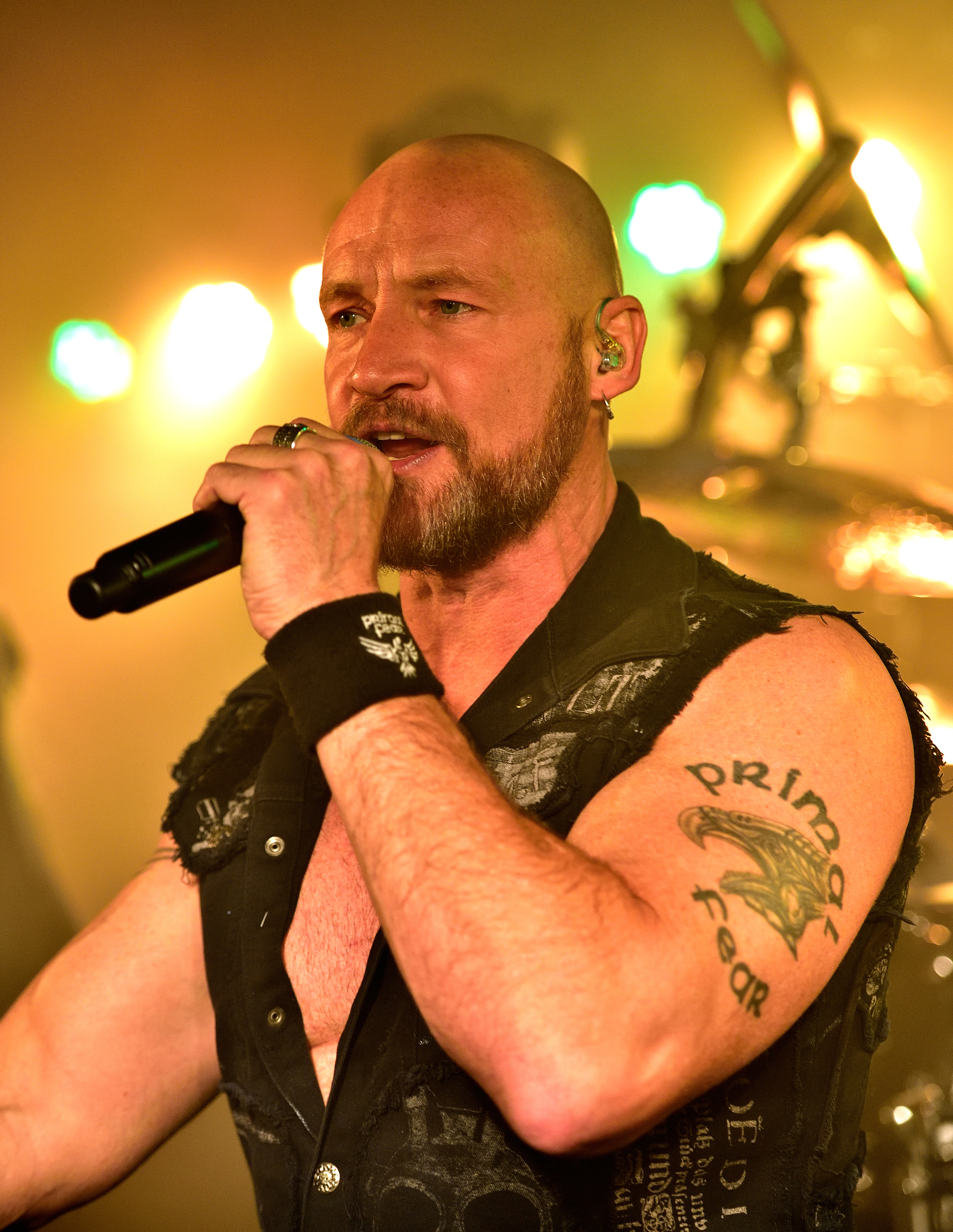
Ralf Scheepers, 2016

Ralf Scheepers (* 5. Februar 1965 in Esslingen am Neckar) ist Sänger der deutschen Speed-/Power-Metal-Band Primal Fear.
Zu seinen Markenzeichen gehört die relativ hohe Gesangsstimme, ähnlich wie Judas Priests Rob Halford. Vorher war Ralf Scheepers Mitglied der Bands Gamma Ray und Tyran' Pace. Des Weiteren hatte er Gastauftritte bei den Bands Scanner, Therion, Ayreon, Metalmind und Shadow Gallery.
Im Januar 2014 gründete er mit Bjorn Englen (Bass, Dio Disciples), Aquiles Priester (Schlagzeug, Hangar, Ex-Angra) und Andrew Szucs (Gitarre, Seven Seraphim) die Band Blackwelder.

## Trivia
Der Gründung von Primal Fear (1997) ging mit dem Gerücht einher, dass Scheepers im Jahr zuvor bei Judas Priest ein Kandidat für die Nachfolge von Rob Halford war. Scheepers bestätigte in einem Interview 2012 von seinem Namen auf der Shortlist gewusst zu haben, verwies zugleich aber darauf nie für eine Probe eingeladen worden zu sein. Der damalige Priest-Gitarrist K.K. Downing  erwähnt in seiner Autobiographie ('Heavy Duty: Days and Nights in Judas Priest', 2018) Scheepers explizit als einen der wenigen geeigneten Kandidaten: "And there weren’t many candidates. Ralf Scheepers, who at that time was singing in Gamma Ray, was definitely a possibility, but nothing came of that.".

## Privatleben
Von 1982 bis 1986 war Ralf Scheepers als Lehrling bei Robert Bosch angestellt und arbeitete noch bis 2008 dort. Danach war er als Projektingenieur für den AutomobilzuliefererTelemotive tätig. Ebenso beteiligt er sich bei der Entwicklung von Mikrofonen und ist als Gesangslehrer in seinem eigenen Unternehmen tätig. Neben seinen Kenntnissen und Fähigkeiten in der Elektro- und Automobiltechnik, im Besonderen der Umgang mit CAN, Most, K-Line und KWP2000, ist er auch als Sänger international erfolgreich.

## Diskografie

### Tyran' Pace
- Eye to Eye (1983)
- Long Live Metal (1984)
- Watching You (1986)

### Gamma Ray
- Heading for Tomorrow (1990)
- Sigh No More (1991)
- Insanity and Genius (1993)

### Scheepers
- Scheepers (2011)

### Blackwelder
- Survival of the Fittest  (2015)

### Als Gast
- 1812 auf dem Album Never Regret von Desert (2015)
- Silently & We`ll Never auf dem Album Europica Part One von Europica
- Sanctified With Dynamite auf dem Album Call of the Wild (Missa Cantorem) von Powerwolf (2021)
- Drilled To Kill und Devil´s Daughter auf dem Album Immortal von The Michael Schenker Group/MSG (2021)
- Wrecking Ball auf dem Album Universal von The Michael Schenker Group/MSG (2022)
- The Wicked Rule The Night auf dem Album A Paranormal Evening with the Moonflower Society von Avantasia (2022)